# بيجو 403
سيارة «بيجو 403» تعتبر من السيارات التي لاقت شهرة واسعة في العالم حيث تعتبر أول سيارة في العالم يكون لها مروحة التبريد الآلية بدعم من درجة حرارة المحرك.بحيث طرحت أول نسخة من هذه السيارة في 20افريل 1955 بقصر شايو في تروكاديرو في باريس. وامتد إنتاجها إلى عام 1966.
(CV 8) لأول مرة 20 أبريل 1955 في قصر شايو في تروكاديرو في باريس. وكانت فتحة سقف سيدان. في ذلك الوقت، كانت تزين غلاف مع أسد الكروم، رمز العلامة التجارية، وملحق إزالتها في عام 1958 تعتبر خطرة بسبب العيش في الاصطدام بشخص أو راكب دراجة. هذا وقد قدمت غرفة المعيشة 1957 من قبل الشركة المصنعة بيجو 403 سيدان أول N4Y السيارات إلى بر الأمان السلبي. بيجو الأسد إزالة غطاء محرك السيارة، ومع ذلك، تقدم للمشتري، وحلت محلها شريط الكروم صغير (ل1959 تركيب شريط الكروم كبير). وفي وقت لاحق، في عام 1957، سيتم استبدال السهام الخلفية التي وامض، ورموز الأوروبية تظهر ومساحات تصبح موازية في عام 1958.
يبدو للتحويل في أغسطس 1956. سيتم بناؤه إلى 2043 نسخة حتى أواخر 1960 . في سبتمبر 1956، ولادة الأسرة والعمل، وفي الشهر التالي الشاحنة القماش المشمع. في أكتوبر 1959 تم تسويقها نسخة الديزل محرك Indenor ، ما سيجعل 403 الأولى الفرنسية سلسلة الديزل السيارة. وهذا نفس المحرك أيضا تزويد العلامات التجارية الأخرى مثل أوستن، فوكسهول (في سنغافورة) وجيب ويليز (في كوريا). في ذلك العام نفسه يبدو نسخة خفيفة 7 حصانا من 203، لا مروحة التدفئة، لا نيمان، سبيكة 203، مصبغة مبسطة بدون شارب، مقاعد البدلاء في الجبهة، ويقود 203، وكرنك مقابض البلاستيك ولا يربك الأبواب الأمامية. 1959 هو العام الوحيد الذي لا يوجد نقش على الجذع.
في عام 1962، ويتكون الحاجز من 8 CV من نفس أشرطة عمودية كما أن من 404
تم إنتاجه أوقف 1214126 نسخ من بنائه بيجو 403. في نوفمبر تشرين الثاني عام 1966، كان آخرها يضرب به المثل 8 HP كريم.
في 1959، كان 403 جراند لوكس صالون يستحق 825,000 فرنك. لتحويل، 1.37 مليون فرنك (الأسعار فرنك القديمة) أو 2088,55 € الآن.

## التاريخ
ظهرت ال 403 لأول مرة في نمط جسم الصالون في 20 أبريل 1955 في قصر تروكاديرو في باريس.منذ عدة أشهر قبل إطلاقها العديد من 403s، وإزالة شاراتهم، كانت تتداول على الطرق المحلية بالقرب من مصنع بسا سوشو المصنعين، أصبحت مألوفة جدا أن السكان المحليين لم يعد لاحظت لهم، ولكن لا تزال تجذب من باريس الصحفيين السيارات والمصورين إلى بلدة التي عادة ما تكون ذات أهمية كبيرة لوسائل الإعلام الوطنية. 
أعطى حجم المحرك TN3 السيارة «حصانا ضريبيا ‏» من 8 كف (8 حصان)، الأمر الذي وضعها فئة تحت قريبا إلى أن تحل محل 11 كف سيترون الجر، ولكن على الأقل فئة واحدة فوق السيارات الصغيرة التي تنتجها المصنعين الرئيسيين للمنافسة.
عندما ظهر لأول مرة، وحتى بعد عام 1958، حملت حافة الأنف الرائدة في السيارة الزاوي، يميل إلى الأمام الكروم الأسد بونيه زخرفة - صورة الأسد يجري علامة تجارية بيجو. تمت إزالة ذلك لعام 1959، بسبب المخاوف المتعلقة بالسلامة، وتم دمج الشعار في شعار شواء على شكل درع. 
في وقت لاحق تم استبدال المارة على غرار سيمافور على أعمدة C ‏ مع مؤشرات وامض داخل الكتلة الخفيفة. تم تعديل الأضواء الأمامية لتتوافق مع المعايير الجديدة وفي عام 1957 تم استبدال مساحات الزجاج الأمامي الموازية للأصابع «الأيدي المتقاطعة» الأصلية التي ظهرت عند الإطلاق.
على الرغم من أن السيارة كانت تخضع لمختلف التحسينات أثناء تشغيل الإنتاج، كانت هذه في الغالب طفيفة جدا في الطبيعة. وشملت التحسينات لعام 1959 نقل الفوهات للغسالة الزجاج الأمامي من شريط من المعدن بين قاعدة الزجاج الأمامي والغطاء / غطاء محرك السيارة مسافة قصيرة إلى الحافة الخلفية للغطاء / غطاء محرك السيارة نفسه، وبالتالي من المفترض أن تحسين الزوايا التي الغسالة ضرب المياه الشاشة.  وكان هذا أيضا العام الذي تم فيه استبدال الحلقة شبه الدائرية داخل النصف السفلي من قطر عجلة القيادة المستخدمة لتشغيل القرن بقرن دائري كامل الدائري، بحيث السائقين اعتادوا على عقد النصف العلوي من لم عجلة القيادة لا تحتاج إلى تخفيف قبضتهم من أجل صوت القرن. 

## التصميم
تم تصميمها من قبل بينينفارينا، و 403 ظهرت بونتون، ثلاثة مربع ‏ التصميم دمج، باستثناء على النماذج الأساسية، لوحة سقف الافتتاح. التعاون مع بينينفارينا تميز بداية الشراكة التي من شأنها أن ترى المصمم الإيطالي إنتاج التصاميم لبيجو، بما في ذلك تلك العديد من النماذج حجم التيار، لأكثر من خمسين عاما.  فيما يتعلق ب 403 نفسها كانت هناك شائعات مستمرة بأن التصميم كان من أصل واحد كان مخصصا لفيات 1900 الذي تم رفضه عندما قررت تورين تأجيل استبدال فيات لمدة أربع سنوات أخرى. 
غير عادية في أوروبا في ذلك الوقت، ولكن تقدر من قبل العملاء، وكان الطريق الذي فتح الأبواب الخلفية واسعة - إلى 90 درجة كاملة.  كما كان من غير المعتاد النوافذ في الأبواب الخلفية التي فتحت بشكل كامل في إطار الباب إلى النقطة التي اختفت فيها، على الرغم من التدخل في إطار باب قوس العجلة التي يجب أن تجعل من صالح النافذة عندما فتحت هامشية جدا. 

## المحرك
جاء 403 مع نسخة مكبرة من بيجو 203 's 1290 سم مكعب محرك البنزين. وباستبدال 1468 سم مكعب، استعملت الوحدة المستقيمة أربعة صمامات تعمل بالضغط ‏ ودوائر الاحتراق نصف كروية ورأس أسطوانة كروسبلو ‏ لإنتاج 65 حصان (48 كيلوواط) عند حوالي 5000 دورة في الدقيقة و 75 رطل · عزم (102 ن · م) من عزم الدوران عند 2500 دورة في الدقيقة. وكانت ميزة غير عادية في ذلك الوقت مروحة المحرك التي تسيطر عليها ترموستاتيا التي قطعت عندما انخفضت درجة حرارة المحرك إلى 75 درجة مئوية وأعيد تجميعها عندما ارتفعت درجة حرارة المحرك إلى 84 درجة مئوية.  تضمنت المزايا المطالب بها تحسنا في استهلاك الوقود بين 5٪ و 10٪ وفقا لمتوسط السرعة وتجنب ضجيج المروحة في ظل ظروف كثيرة.  وقد اشتملت ميزة أخرى قليلة الملحوظة ولكنها بارعة على جهاز تسخين صغير قائم على الماء الساخن للمكربن المرتبط بالسخان لمقصورة الركاب بالطريقة التي تعمل بها فقط عندما يتحرك السائق على المدفأة وليس عندما تكون درجة الحرارة المحيطة عالية بما فيه الكفاية لسخان ليتم إيقاف. 
تم إدخال الديزل بيجو 403 العقارات في خريف عام 1958، وهو أول من خط طويل، تليها صالون الديزل بعد عام.
بعد توقف 203 في عام 1960، أصبحت نسخة 47 حصان من محركها 1290 سم مكعب متاحة كخيار على نسخة مواصفات مخفضة من 403، وصفت في البداية باسم «403 سبتمبر» ("7") وبعد ذلك بوقت قصير «403 بيرلين لوكس».  وقد استندت ضريبة السيارات في فرنسا على حجم المحرك، وأصغر محرك 403 يقع ضمن فئة الضرائب 7CV بدلا من 8CV من النسخة الأكبر. 

## نقل
وجاء 403 مع دليل 4 سرعات كل سينكروميش انتقال  يقود العجلات الخلفية. ذراع التروس تغيير عالقة من الجانب الأيمن من عمود التوجيه. 
في معرض باريس للسيارات في أكتوبر 1957 قدمت صناعة، بتكلفة إضافية، جيغر المغناطيسي الكهربائية ‏ القابض، تنشيطها عند تغيير العتاد. 

## الداخلية
وشملت ميزة غير عادية في الداخل من 403 المقاعد الأمامية التي تميل إلى النقطة التي كانت مساند الظهر مسدود مع وسائد المقعد الخلفي، وبالتالي خلق «كوشيت»، وصفها أحيانا في مصادر اللغة الإنجليزية، متفائل، باعتباره سرير مزدوج. 

## متغيرات الجسم
تم تطويل قاعدة العجلات بمقدار 24 سم (10 بوصة) للباب الخمسة بيجو 403 «فاميليال» و «كومرسيال» الإصدارات العقارية.  وقدم فاميليال صف ثالث من المقاعد ووصف بأنه 7/8 مقاعد في حين أن التجاري يوفر تكوين مقعد أكثر تقليدية لسيارة العقارات. 
وقد كان للعقار المطول 403 محور خلفي صلب مزود بحالة تفاضلية من الألومنيوم. جاء مع علبة التروس تغيير العمود اليدوي، في «فاميليال» غويس، المقاعد الأمامية قابلة للتألق تماما. وكانت الإطارات فتحة سقف والصلب مربوط شعاعي القياسية. واعتبرت الموثوقية ممتازة في ذلك الوقت.
كما تم تقديم نسخة كابينة من بابين من السيارة، مع تصميم داخلي فاخر يتميز بمفروشات جلدية عالية الجودة. في عام 1958 تكلفة كابريوليه 403 تكلف 80٪ أكثر من مستوى الدخول «بيرلين جراند لوكس» 403 سيدان، ويفترض لهذا السبب تم إنتاج 403 للتحويل وبيعها فقط في أعداد متواضعة جدا.  في ربيع عام 1961 وصل إنتاج كابريوليه 403 إلى نهايته، تحسبا لإطلاق في وقت لاحق من ذلك العام من الشركة المصنعة 404 كابريوليه. 
2-باب صغيرة و 3 من الباب فان أنتجت أيضا المتغيرات التجارية من 403.

## الإنتاج [
بيجو 403 الإنتاج (وحدات) :
- 1955 ..... 21,326 
- 1956 ..... 71,551 
- 1957 ...
- 1958 ... 121,757 
- 1959 ...
- 1960 ...
- 1961 ..... 78,296 
- 1962 ....
- 1963 ....
- 1964 ..... 53,371 
- 1965 ..... 27,296 

هذه البيانات لا تشمل 403 ضوء الشاحنات القائمة
وحل محله بيجو 404 في عام 1960، وظل 403 في الإنتاج كبديل الميزانية حتى عام 1966.
بالإضافة إلى الإنتاج الأرجنتيني والأسترالي، قام مجمع فولكس واجن المحلي في نيوزيلندا ببناء 1033 بيجو 403 في أقل من أربع سنوات، ابتداء من مارس 1960. 

## الثقافة
في العرض التلفزيوني الأمريكي كولومبو ، وبطولة بيتر فالك، بطل البطل، المخبر الملازم كولومبو، قاد 403 كابريوليت رهيبة التي يرجع تاريخها إلى 1959 أو 1960.

## معرض صور

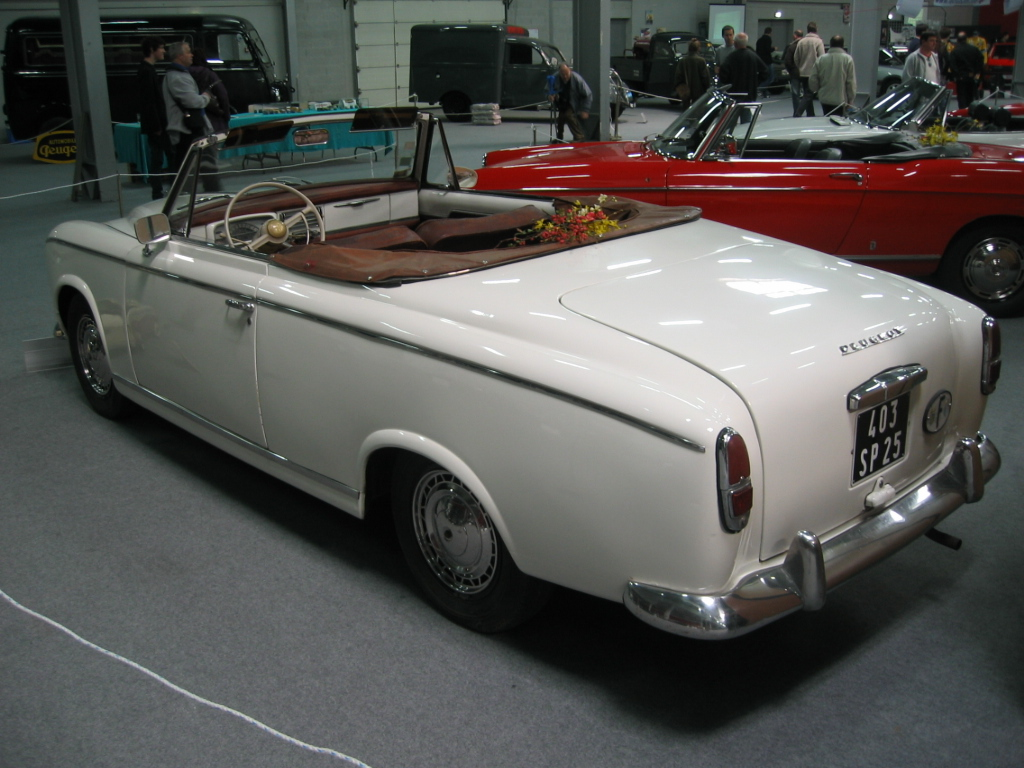
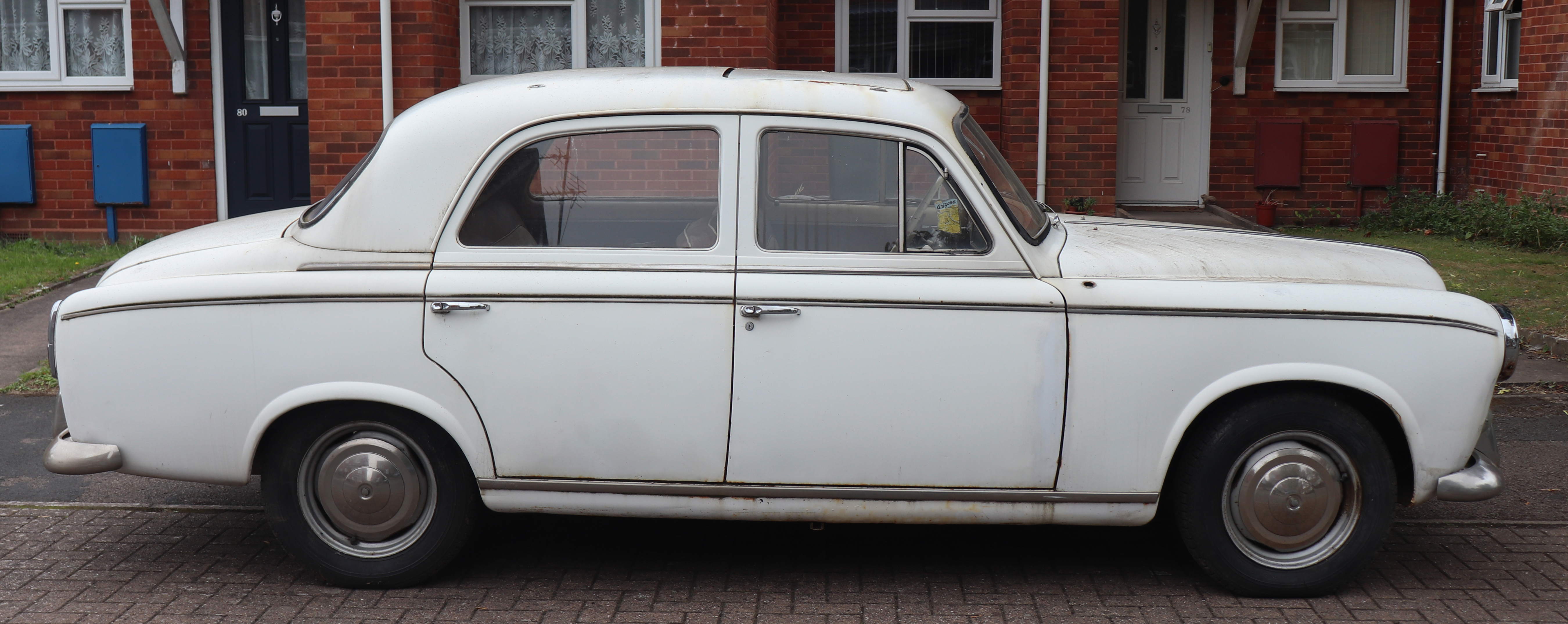
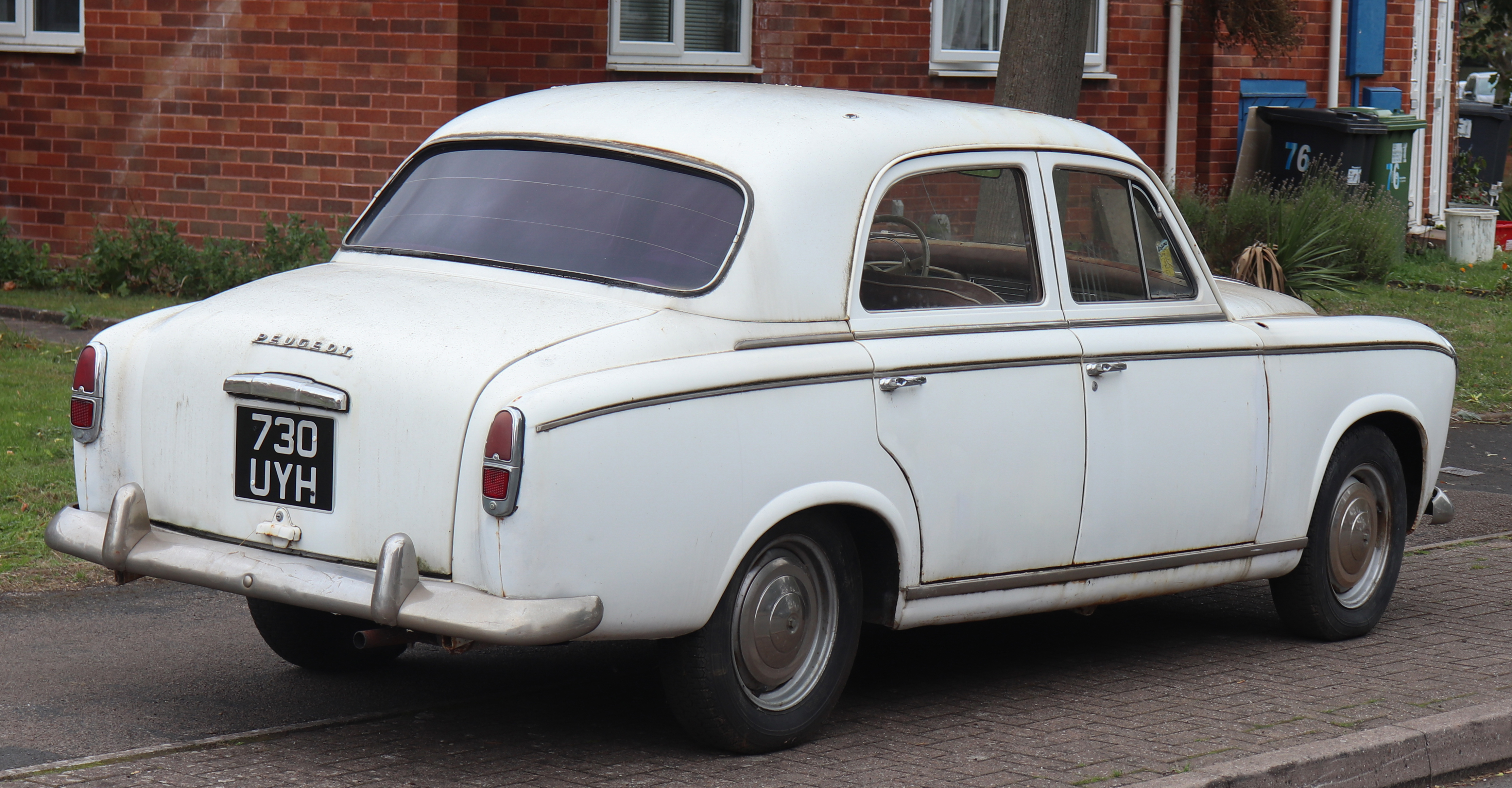
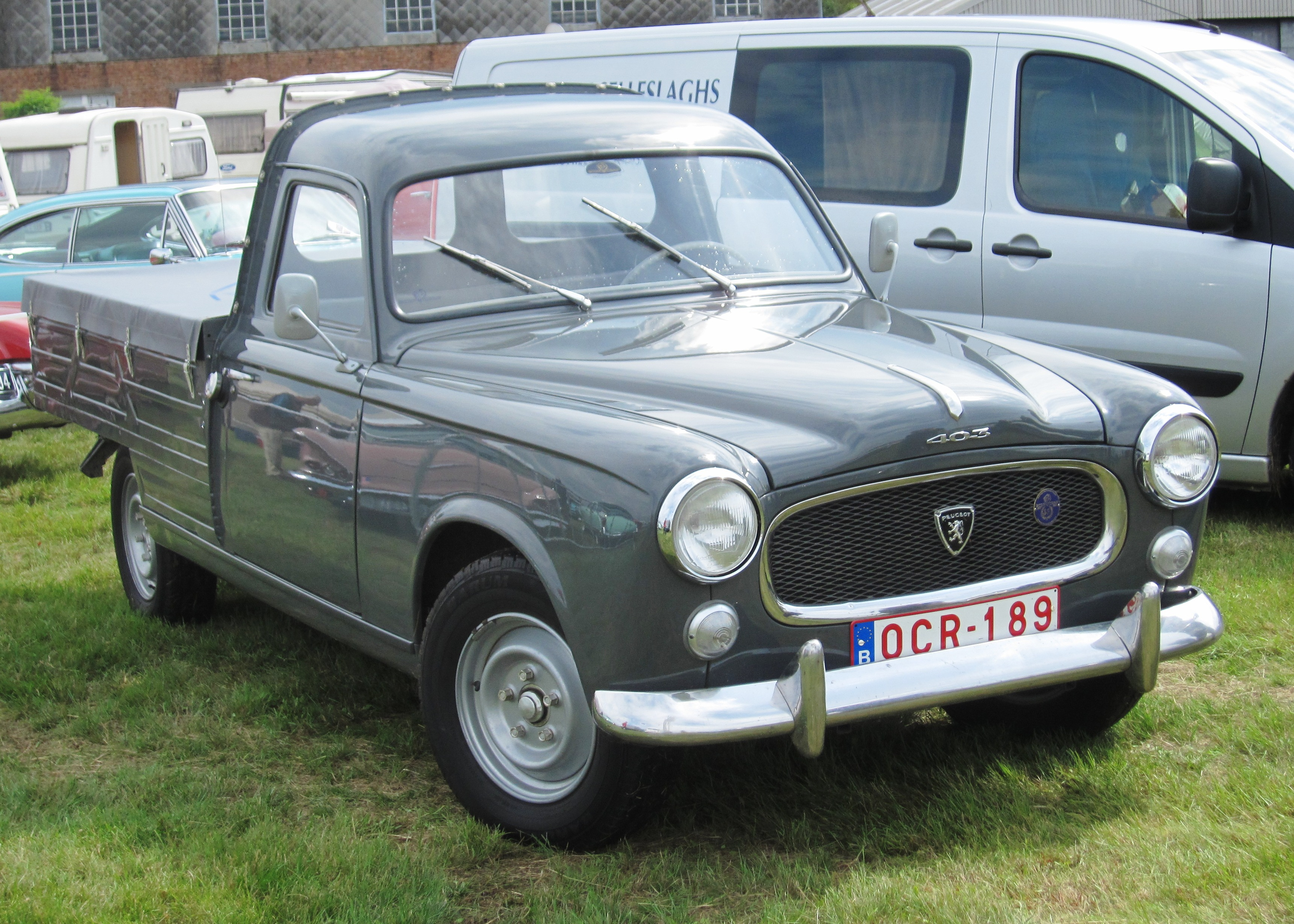
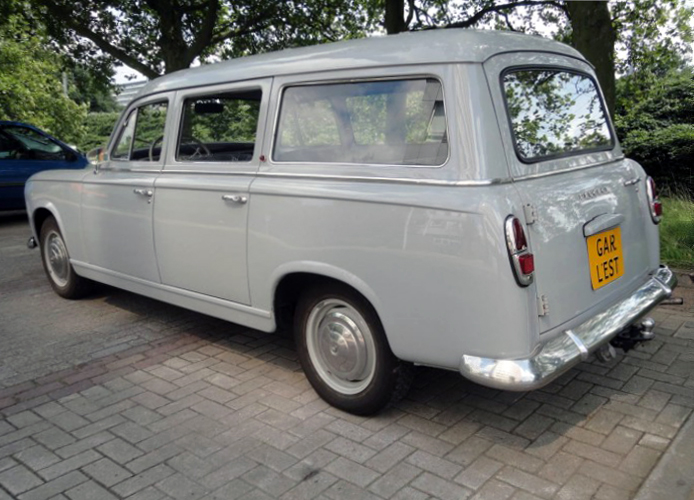